# Triaenodes resimus
Triaenodes resimus là một loài Trichoptera trong họ Leptoceridae. Chúng phân bố ở miền Australasia.